# Jason BeDuhn
Jason David BeDuhn (Filadelfia, 1963) è uno storico e biblista statunitense, docente di studi religiosi alla Northern Arizona University.

## Educazione
BeDuhn ha conseguito un B.A. in studi religiosi presso l'Università dell'Illinois - Urbana-Champaign, un M.T.S. in Nuovo Testamento e origini cristiane presso la Harvard Divinity School, e un Ph.D. in studio comparato delle religioni presso l'Indiana University Bloomington.

## Premi
BeDuhn ha vinto il Best First Book Award dell'American Academy of Religion nel 2001 per il suo libro The Manichaean Body in Discipline and Ritual, notevole per la sua analisi delle religioni come sistemi di pratiche orientate allo scopo e razionalizzate all'interno di particolari modelli di realtà.
È stato nominato Guggenheim Fellowship nel 2004.

## Opere

### Libri
- The Manichaean Body in Discipline and Ritual, Baltimore: Johns Hopkins University Press, 2000.
- Truth in Translation: Accuracy and Bias in English Translations of the New Testament, Lanham: University Press of America, 2003, ISBN 9780761825562.
- Augustine's Manichaean Dilemma, 1: Conversion and Apostasy, 373-388 C.E, Philadelphia: University of Pennsylvania Press, 2010.
- Augustine's Manichaean Dilemma, 2: Making a Catholic Self, 388-401 C.E, Philadelphia: University of Pennsylvania Press, 2013.
- The First New Testament: Marcion's Scriptural Canon, Salem: Polebridge, 2013.